# Luc d'Achery

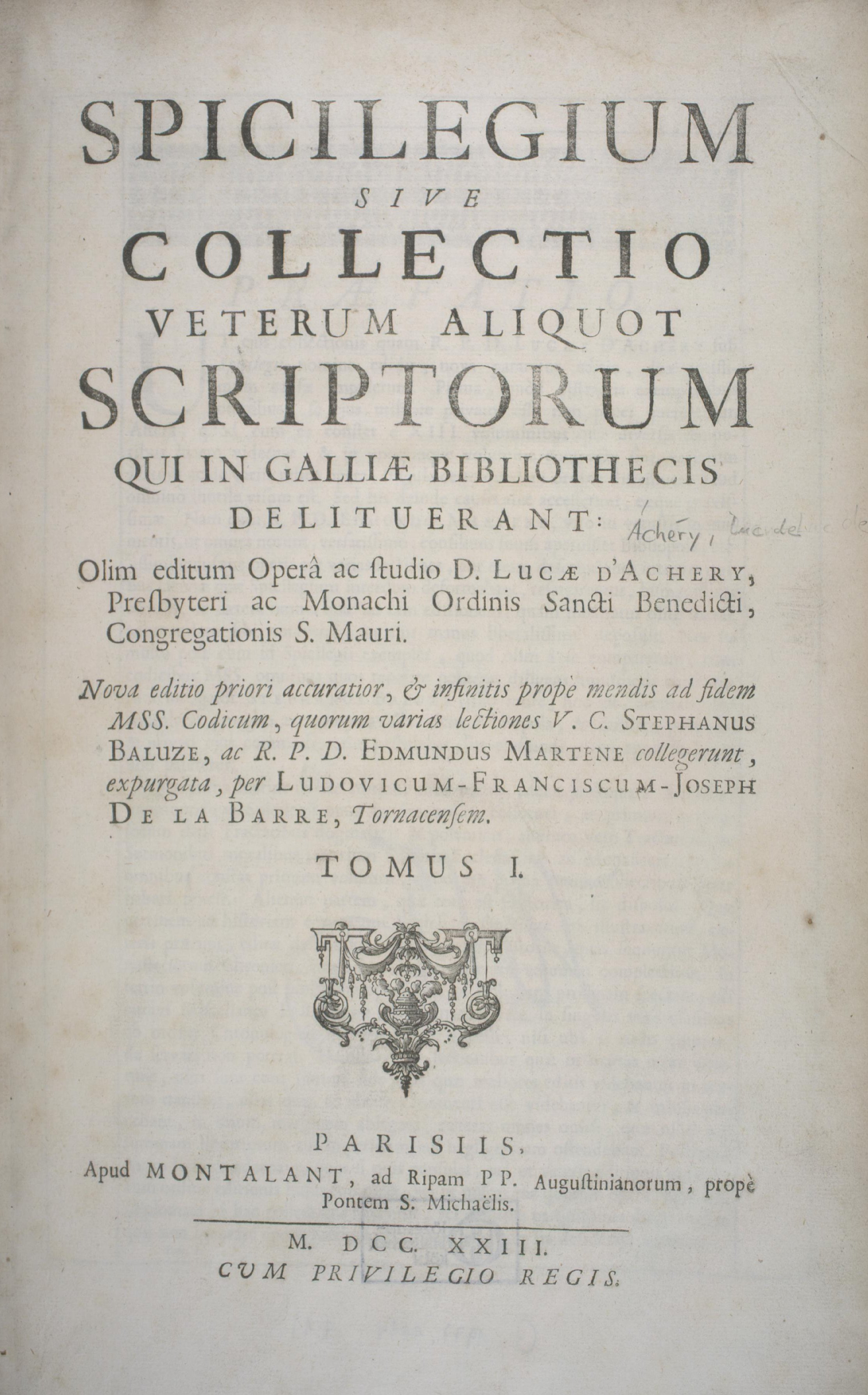
Portada del primer tomo del Spicilegium.

Jean-Luc d'Achery (San Quintín, 1609-Saint-Germain-des-Prés, 29 de abril de 1685) fue un historiador francés, monje benedictino de la congregación de San Mauro.

## Biografía
Habiendo ingresado a temprana edad en la orden de San Benito en la abadía de San Quintín, en 1632 profesó en la congregación de San Mauro en la abadía de la Trinité de Vendôme; su mala salud, que sería una constante durante toda su vida, motivó que fuera trasladado a la de Saint Germain de París, en la que permaneció el resto de sus días a cargo de la dirección de la biblioteca. 
Su primer trabajo destacado, publicado en París en 1645, fue la edición de la epístola de Bernabé, cuyo texto en griego había dejado preparado antes de su muerte su correligionario Nicolas-Hugues Ménard; a ésta siguieron las obras de Lanfranc de Canterbury, del abad Guibert de Nogent, la "Regula solitariorum" de Grimlaicus y el "Asceticorum vulgo spiritualium opusculorum indiculus", un catálogo de obras ascéticas y tratados espirituales. 
Sin embargo su obra más conocida y extensa fue el "Spicilegium, sive Collectio veterum aliquot scriptorum, qui in Galliae bibliothecis delituerant", una recopilación de actas conciliares, vidas de santos, textos patrísticos, crónicas, epístolas, poesías y documentos antiguos con los que redactó trece volúmenes publicados entre 1655 y 1677, que posteriormente serían continuados por Étienne Baluze y Edmond Martène. 
Simultáneamente reunió gran parte de los materiales que después servirían a Jean Mabillon para publicar los "Acta Ordinis Sancti Benedicti". 